# Kylie Cosmetics
Kylie Cosmetics ist ein US-amerikanisches Kosmetikunternehmen mit Sitz in Oxnard (Kalifornien), das 2015 von Kylie Jenner gegründet wurde. Im Jahr 2018 bewertete Forbes das Unternehmen mit einem Wert von 800 Millionen US-Dollar und im März 2019 mit einem Wert von 900 Millionen US-Dollar, womit Jenner im Alter von 20 Jahren zur bisher jüngsten Milliardärin der Welt wurde.

## Geschichte
2014 unterschrieb Kylie Jenner mit Seed Beauty einen Vertrag zur Herausgabe einer Lippenstiftkollektion unter dem Namen Kylie Lip Kits. Die ersten 15.000 Lip Kits wurden von Jenner selbst zu einem Preis von 250.000 US-Dollar aus ihren Einnahmen als Model finanziert. Kylie Lip Kits debütierte 2015 und war innerhalb einer Minute ausverkauft. Auf Initiative von  Kylie Jenners Mutter Kris Jenner wurde der Vertrieb Ende 2015 an die kanadische E-Commerce-Plattform Shopify ausgelagert. Für Herstellung und Verpackung ist das Mutterunternehmen Seed Beauty zuständig, ein Eigenmarkenproduzent mit Sitz in Oxnard.
Das Unternehmen wurde im Februar 2016 in Kylie Cosmetics umbenannt und die Produktion auf 500.000 Kits erhöht. In den ersten 18 Monaten erzielte das Unternehmen einen Umsatz von 420 Millionen US-Dollar. Inzwischen werden neben Lippenstiften auch weitere Beauty- und Kosmetikprodukte angeboten.
Im November 2019 erwarb Coty Inc. einen Mehrheitsanteil von 51 Prozent an Kylie Cosmetics.

## Marketing
Der Marke kam eine hohe Präsenz in den sozialen Medien zugute, vorwiegend auf Kylie Jenners Instagram-Kanal mit einer hohen Reichweite. Mehrere Prominente warben zudem für die Marke. Darunter waren Kim Kardashian, Khloé Kardashian, Kourtney Kardashian, die zu der öffentlich bekannten Familie Kardashian gehören und ebenfalls über eine hohe Reichweite in den sozialen Medien verfügen.

## Sonstiges
Die Produkte von Kylie Cosmetics werden nicht an Tieren getestet und enthalten keine tierischen Produkte wie Honig oder Bienenwachs.